# Oscar Isaac

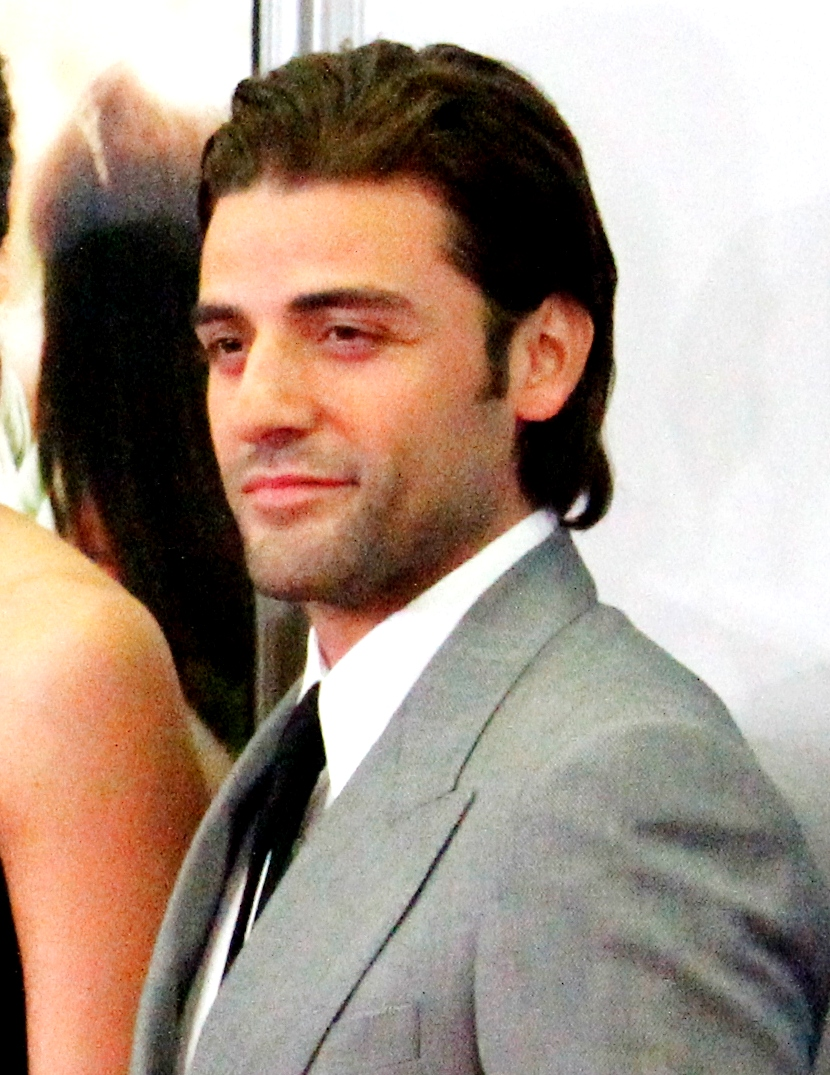
Oscar Isaac v r. 2012

Óscar Isaac Hernández Estrada (* 9. března 1979) je divadelní a filmový herec pocházející z Guatemaly.

## Život
Isaakův otec lékař je původem Kubánec a matka mající v sobě i francouzskou a izraelskou krev pochází z Guatemaly. Rodina přišla do Spojených států, když měl Isaac pět měsíců. Óscar Isaac dostudoval v roce 2005 a živil se v Miami jako hudebník se svou kapelou "The Blinking Underdogs". První větší rolí byl Josef v Příběhu zrození v roce 2006. Za film Balibo dostal v roce 2009 cenu Australského filmového institutu a díky roli Oresta v Agoře se zřejmě dostal k roli krále Jana ve velkofilmu Ridleyho Scotta Robin Hood.

## Filmografie, výběr
- 2022 Moon Knight
- 2019 Star Wars IX - Vzestup Skywalkera
- 2018 Operace Eichmann – Peter Cvi Malkin
- 2017 Star Wars VIII - Poslední z Jediů
- 2016 X-Men: Apokalypsa
- 2015 Star Wars VII - Síla se probouzí
- 2013 V nitru Llewyna Davise (Inside Llewyn Davis) – Llewyn Davis
- 2012 Bourneův odkaz - Outcome #3
- 2011 Sucker Punch
- 2011 Drive
- 2010 Robin Hood – král Jan
- 2009 Agora – Orestes
- 2009 Balibo
- 2008 Che Guevara – Revoluce – tlumočník
- 2007 Labyrint lží – Bassam
- 2007 Pocit viny – Marcus
- 2006 Poločas rozpadu Timofeje Berezina
- 2006 Příběh zrození